# Discopus
Discopus – rodzaj chrząszczy z rodziny kózkowatych. 

## Zasięg występowania
Przedstawiciele tego rodzaju występują w Ameryce Południowej

## Systematyka
Do Discopus zaliczanych jest 7 gatunków:
- Discopus antennatus
- Discopus buckleyi
- Discopus comes
- Discopus eques
- Discopus patricius
- Discopus princeps
- Discopus spectabilis.